# 柴野由佳
柴野 由佳（しばの ゆか・1988年〈昭和63年〉12月31日 - ）は、日本のチアリーダー。
鳥取県米子市出身。京都産業大学外国語学部卒業。愛称は「どんちゃん」。

## 来歴
幼い頃からモダンバレエ・水泳・空手・体操を習い、中学・高校時は陸上競技部に所属。
大学入学と共にチアリーディングを始め、卒業後は企業で働きながら社会人アメリカンフットボールチーム「エレコム神戸ファイニーズ」の専属チアリーダーとして活動。2014年シーズンではバイスキャプテンを務めた他、キッズチアの講師も務めた。
ファイニーズ卒業後の2016年4月、NFLのインディアナポリス・コルツのチアリーダーオーディションに合格。以後、2016・2017シーズンの2年間にわたりコルツのチアリーダーとして活動した。

## 人物
- 血液型はO型[9]。
- 実家は皆生温泉の旅館『いこい亭 菊萬』を営む。家族は両親の他に姉が1人いる[10]。
- 好きな漫画は『ジョジョの奇妙な冒険』[4]。